# Alicanto

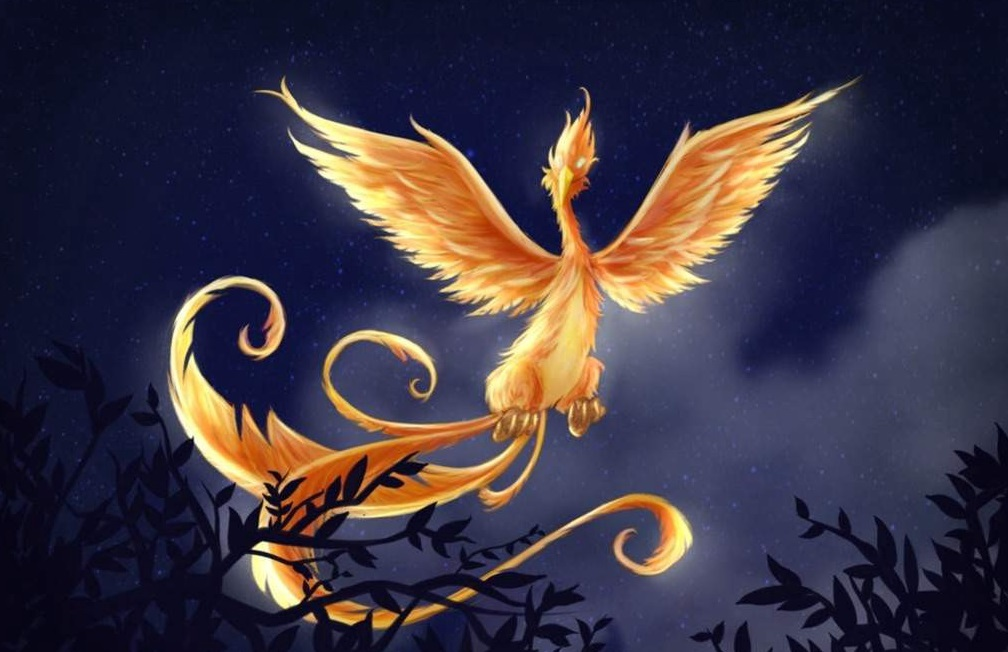
Représentation moderne d'un alicanto doré.

L'Alicanto est un oiseau mythologique appartenant au folklore du désert d'Atacama, au Chili. 
La légende dit que l'Alicanto mange de l'or et de l'argent. Durant la nuit, les ailes d'Alicanto brillent avec de belles couleurs métalliques, et ses yeux lumineux émettent une lumière étrange. Cet oiseau porte bonheur à tout artisan-mineur qui le voit. Les Alicanto vivent dans de petites grottes, parmi les collines qui contiennent des minéraux. Il est également décrit comme le protecteur des artisans et selon certaines versions son cri serait très strident.
L'objet transneptunien (474640) Alicanto porte son nom.